# Australohyliota chilensis
Australohyliota chilensis es una especie de coleóptero de la familia Silvanidae.

## Distribución geográfica
Habita en Chile y Argentina.